# European Journal of American Studies
European journal of American Studies est une revue scientifique publiée par l’Association européenne d’études américaines (EAAS). 
EJAS publie chaque année des numéros, thématiques ou réunissant des articles issus de diverses disciplines et portant sur des aspects variés des études américaines. La revue accueille volontiers les contributions de spécialistes des États-Unis exerçant en Europe ou ailleurs et vise à fournir à la fois information fiable et états de la recherche la plus récente sur tous les aspects de la société et de la culture américaine.
European journal of American Studies est une revue disponible en accès libre sur le portail OpenEdition Journals.